# Erie L-1
A Erie L-1 foi uma locomotiva a vapor com arranjo de rodeiros 0-8-8-0.
As três locomotivas L-1 foram construídas pela ALCO exclusivas para a ferrovia Erie Railroad "ERIE", foram modelos únicos dentre todos os do padrão Camelback já construídos. Foram produzidas na época em que já havia as grandes locomotivas a vapor. Elas foram produzidas para suprir a necessidade da Delaware and Susquehanna Divisions em transpor as Montanhas Allegheny. Em 1921 foram re-construídas com arranjo de rodeiros 2-8-8-2 com as cabines mais convencionalmente localizadas. Elas deixaram o serviço em 1930 sendo substituídas por locomotivas maiores.

## Referência
- Wikipédia em inglês